# Potência elétrica
A potência elétrica (denotado por {\displaystyle P}) é uma grandeza física que mede a quantidade de trabalho realizado em determinado intervalo de tempo, ou seja, é a taxa de variação da energia (forma análoga à potência mecânica). Um forno elétrico industrial, por exemplo, tem uma potência maior do que um ferro elétrico doméstico, pois tem uma capacidade de produzir uma quantidade de calor maior num mesmo intervalo de tempo.
Na eletricidade básica esta é classificada como uma das grandezas fundamentais chamadas de grandezas elétricas, que são presente em todo circuito elétrico (não pode ser dissociado). A unidade de potência no Sistema Internacional de Unidades é o watt.

## Energia elétrica, potência média e potência instantânea
A potência média {\displaystyle P_{med}} em um determinado período de tempo é definida como:
{\displaystyle P_{med}={\frac {E}{\Delta t}}} .
Nessa expressão {\displaystyle E} é a energia gasta e {\displaystyle \Delta t} é o intervalo de tempo.
Podemos definir potência instantânea como a quantidade de energia gasta em um período de tempo infinitesimal:
{\displaystyle P(t)=\lim _{\Delta t\to 0}{\frac {\Delta E}{\Delta t}}={\frac {dE}{dt}}} .
Mas a variação instantânea de energia é dada por:
{\displaystyle dE=U\ dQ=U\cdot I\ dt} .
Portanto a potência instantânea é:
{\displaystyle P(t)={\frac {dE}{dt}}=U(t)\cdot I(t)} .
Nessa expressão {\displaystyle U(t)} e {\displaystyle I(t)} são a tensão e a corrente, respectivamente, em um dado instante t.
Podemos calcular a potência média a partir da integração temporal da potência instantânea. Como {\displaystyle dE=P(t)dt}, então a energia gasta entre os instantes {\displaystyle t_{1}} e {\displaystyle t_{2}} é:
{\displaystyle E=\int _{t_{1}}^{t_{2}}P(t)dt}
E, portanto, a potência média será dada por:
{\displaystyle P_{med}={\frac {E}{\Delta t}}={\frac {1}{\Delta t}}\int _{t_{1}}^{t_{2}}P(t)dt}
{\displaystyle P_{med}={\frac {1}{t_{2}-t_{1}}}\int _{t_{1}}^{t_{2}}U(t)\cdot I(t)dt} .

## Convenção de sinal

Fluxo de potência em uma carga.

Potência elétrica é convertida em outras formas de energia quando cargas elétricas movem-se através de uma diferença de potencial, o que ocorre em componentes de circuitos elétricos. Com base na potência elétrica, os dispositivos podem ser divididos em duas categorias:

Fluxo de potência em uma fonte.

- Dispositivos passivos ou cargas: Quando os elétrons movem-se de um ponto com maior potencial elétrico para um com menor potencial elétrico, isto é, quando a corrente convencional (carga positiva) move-se do terminal positivo (+) para o negativo (-), trabalho é realizado pelas cargas no dispositivo. Esses dispositivos são chamados de componentes passivos ou cargas; eles "consomem" potência elétrica do circuito, convertendo-a em outras formas de energia, tais como trabalho mecânico, calor, luz, etc. Exemplos são eletrodomésticos como lâmpadas, motores e aquecedores.
- Dispositivos ativos ou fontes: Se as cargas são movidas por uma "força externa" através do dispositivo do menor potencial elétrico para o maior (de maneira que as cargas positivas se movem do terminal negativo para o positivo), trabalho é realizado sobre as cargas, e energia é convertida em energia potencial elétrica a partir de algum outro tipo, tais como energia química ou energia mecânica. Dispositivos onde isto ocorre são chamados de ativos ou fontes; exemplos são geradores e baterias.

Por convenção, a potência tem sinal positivo quando ela flui em direção a um componente e sinal negativo quando flui para fora de um componente. Assim dispositivos passivos tem um consumo positivo de energia e dispositivos ativos tem um consumo negativo de energia.
Alguns dispositivos são reversíveis, ou seja, podem funcionar tanto como cargas quanto como fontes, dependendo da situação. Por exemplo, uma bateria recarregável pode funcionar como uma fonte quando fornece energia para o circuito ou como uma carga quando está conectada ao carregador.

## Potência em corrente contínua
Num circuito de corrente contínua ideal, a tensão e a corrente se mantêm constantes ao longo do tempo. Assim, se a tensão elétrica entre dois pontos tem valor U e a corrente passando por esses pontos tem valor I, temos que U(t) = U e I(t) = I. Logo:
{\displaystyle P=UI}
Mas, de acordo com a Lei de Ohm, tensão é o produto da corrente pela resistência. Substituindo na equação acima:
{\displaystyle P=UI={\frac {U^{2}}{R}}=I^{2}R}

## Potência em corrente alternada

### Valor eficaz
O valor eficaz de uma corrente é determinado baseado em seu efeito de aquecimento. O valor eficaz de uma corrente de sinal periódico é dado pelo valor em corrente contínua que ao passar por um resistor dissiparia a mesma quantidade de calor em um intervalo de tempo, isto é, que teria a mesma potência média. Normalmente toma-se como referência de intervalo de tempo, o próprio período {\displaystyle T} do sinal. A corrente eficaz é dada por:
{\displaystyle I_{ef}={\sqrt {{\frac {1}{T}}\int _{0}^{T}I^{2}(t)dt}}}
De maneira análoga, a tensão eficaz é o valor da ddp constante, que ao ser aplicada nos terminais de um resistor dissiparia a mesma quantidade de calor em um determinado período. Seu valor é dado por:
{\displaystyle U_{ef}={\sqrt {{\frac {1}{T}}\int _{0}^{T}U^{2}(t)dt}}}
Esse cálculo coincide com o que em estatística é chamado de valor médio quadrático(root mean square, em inglês) de uma variável contínua. Por isso, é comum que esse valor seja chamado de RMS na literatura.
Para tensões e correntes senoidais, cujos valores máximos sejam, respectivamente, {\displaystyle U_{m}} e {\displaystyle I_{m}}, o valor eficaz é dado pela divisão do valor máximo por √2:
{\displaystyle I_{ef}=I_{rms}={\frac {I_{m}}{\sqrt {2}}}}
{\displaystyle U_{ef}=U_{rms}={\frac {U_{m}}{\sqrt {2}}}}

### Tipos de potência

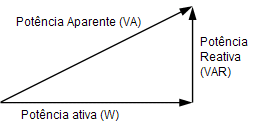
Representação fasorial das potências ativa, reativa e aparente.

Circuitos em corrente alternada costumam ser resolvidos através da análise fasorial utilizando números complexos. Nesse tipo de circuito pode haver componentes capazes de armazenar energia elétrica e criar uma defasagem de um ângulo {\displaystyle \varphi } entre o fasor corrente {\displaystyle {\dot {I}}} e o fasor tensão {\displaystyle {\dot {U}}}. Nesse caso são definido três tipos de potência: potência ativa, potência reativa e potência aparente.

#### Potência ativa
A potência ativa, também conhecida como potência real ou útil, corresponde à potência dissipada em um ciclo, ou seja, corresponde à parcela da potência recebida que se transforma em trabalho. Seu valor é dado por:
{\displaystyle P=U_{ef}\cdot I_{ef}\cdot \cos {\varphi }}

Gráfico dos valores instantâneos da potência ativa (verde), reativa (azul) e aparente (vermelho).

Em um elemento puramente resistivo, em que a tensão está em fase com a corrente, toda a potência recebida é dissipada e, portanto, a potência ativa é máxima.

#### Potência reativa
A potência reativa (representada pela letra {\displaystyle Q}) corresponde à parcela da potência que não é convertida em trabalho útil, sendo armazenada e devolvida ao gerador. Seu valor é dado por:
{\displaystyle Q=U_{ef}\cdot I_{ef}\cdot \operatorname {sen} {\varphi }}
Esse tipo de potência aparece quando há dispositivos capazes de armazenagem. Os indutores armazenam energia na forma de campo magnético, enquanto os capacitores na forma de campo elétrico e criam uma defasagem entre a tensão e a corrente. Por convenção, a potência reativa é positiva em um circuito indutivo e negativa em um circuito capacitivo. Em um circuito puramente indutivo ou capacitivo (indutores e capacitores ideais) a defasagem é de ±90º, fazendo com que a potência reativa seja máxima, não havendo conversão de energia.

#### Potência aparente
A potência aparente (representada por {\displaystyle S}) é a combinação da potência ativa e reativa do circuito. Seu valor numérico é dado por:
{\displaystyle |S|={\sqrt {P^{2}+Q^{2}}}=U_{ef}\cdot I_{ef}}
Ou na forma fasorial (complexa):
{\displaystyle {\dot {S}}={\dot {U}}\cdot {\dot {I}}^{*}=|S|\angle \varphi }.
Nessa expressão, {\displaystyle {\dot {S}}} é a potência aparente em volt-ampere (VA), {\displaystyle {\dot {U}}} é a tensão complexa em volts (V), {\displaystyle {\dot {I}}^{*}} é o conjugado complexo da corrente em amperes (A), {\displaystyle |S|} é o módulo da potência aparente complexa em volt-ampere (VA) e {\displaystyle \varphi } é o ângulo de defasagem entre corrente e tensão.